# Farnaces II del Bósforo

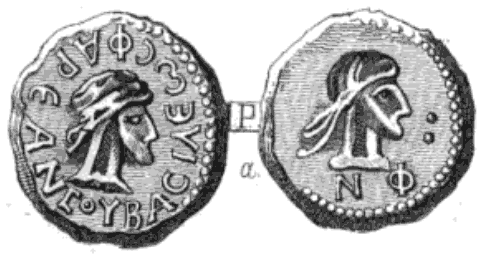
Moneda de Farnaces II

Farnaces II (Tiberius Julius Pharsanzes, (en griego: Τιβέριος Ἰούλιος Φαρσανζης) fue un rey de Bósforo que habría reinado aproximadamente de 253/254 a 254/255 como rey cliente del Imperio romano.

## Reinado
Farnaces es de origen desconocido, clasificado por Bernard Karl von Koehne, a causa de su nombre iraní, entre los « usurpadores escitas ». Solo es conocido por sus monedas emitidas con la leyenda « BACIΛEΩC ФАРСАNZOY », representando al anverso la cabeza del rey diademado hacia la derecha y al dorso la cabeza laureada de un emperador, que puede ser Valeriano o Galieno, hacia la derecha con dos globos delante y abajo la fecha de AÑOФ (i.e. 550 de la era del Ponto, 253 d. C.). Estas monedas son de un trabajo muy grosero y diferente del de las emisiones del rey contemporáneo Rescuporis IV.